# ميشال بصبوص
ميشال بَصبوص (1921-1981) هو رسام ونحات وفنان تشكيلي لبناني، من مواليد في قرية البترون في مدينة راشانا، والده كان كاهن ورسام وخطاط فتأثر به، درس وتعلم الفن في الأكاديمية اللبنانية للفنون الجميلة في بيروت وتخرج منها عام 1949، حصل على منحة دراسية لإكمال دراسته العليا في المدرسة الوطنية العليا للفنون الجميلة في باريس عام 1949، وتخرج منها عام 1951، عاد الى لبنان ليعمل مدرساً للفن في دائرة الفنون الجميلة في الجامعة الأمريكية في بيروت، حصل على جائزة رئيس الجمهورية عن أعماله في معرض الربيع، اقام خلال مسيرته العديد من المعارض الجماعية والشخصية واشترك مع فنانين آخرين حتى اقيمت العديد منها في مدينة راشانا، أعماله موجودة في متحف الفن الحديث في باريس وفي احد المتاحف في اليابان.